# Municipio de Colima

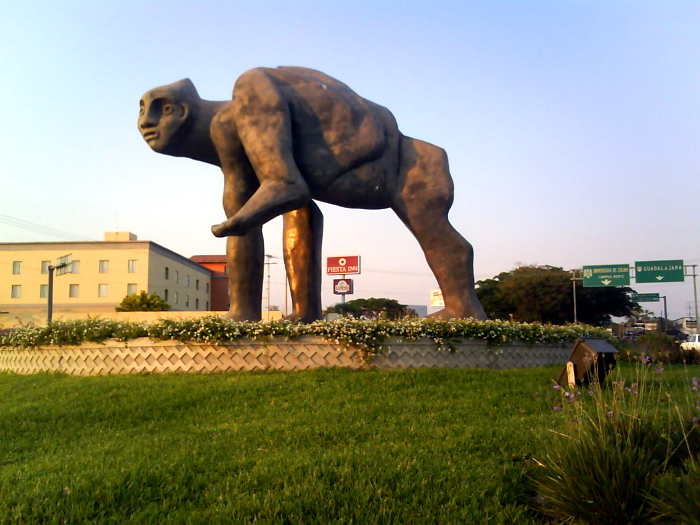
Monumento Figura Obscena

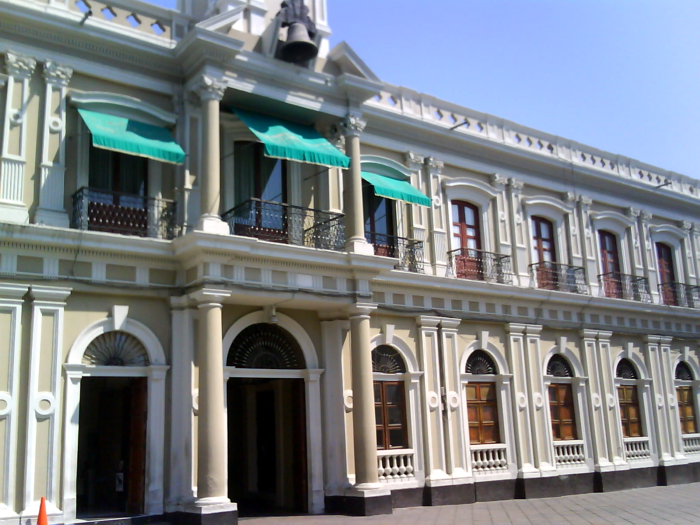
Palacio de Gobierno

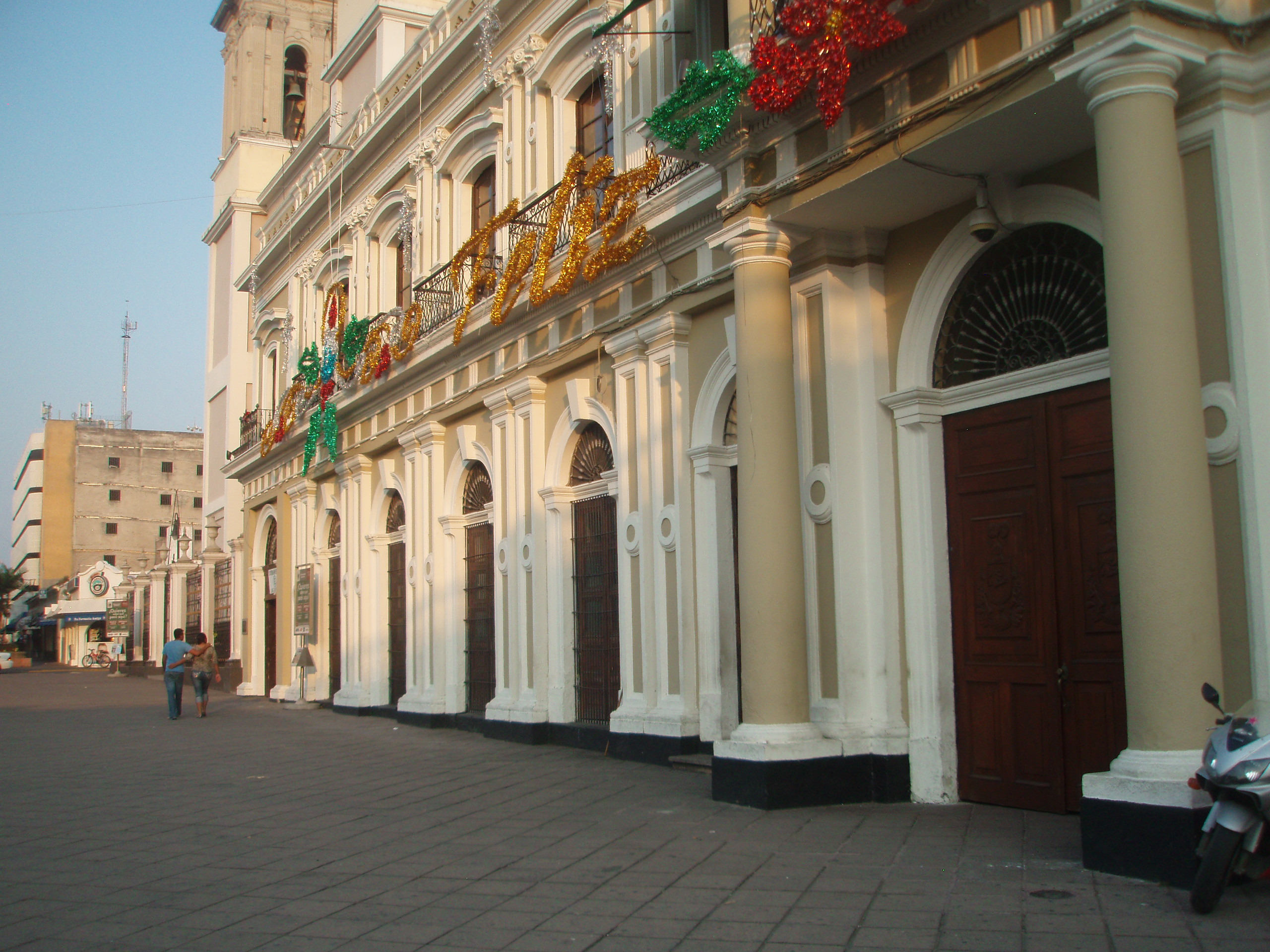
Presidencia municipal, en 2012.

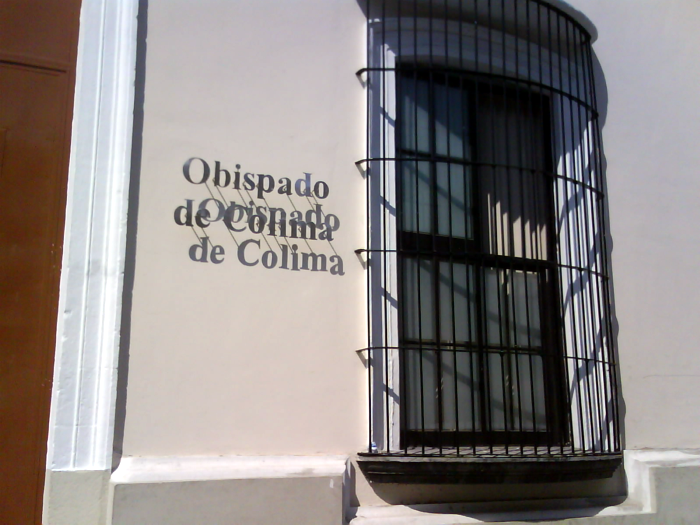
Obispado de Colima

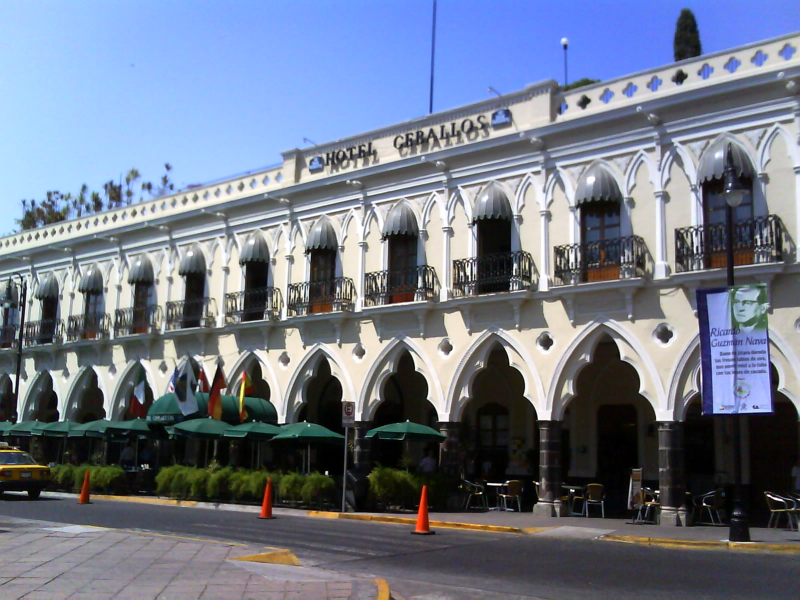
Hotel Ceballos

El municipio de Colima es uno de los 10 municipios en que se encuentra dividido el estado mexicano de Colima. Limita al norte con Cuauhtémoc; al sur con el de Ixtlahuacán; al suroeste con el de Tecomán; al sureste con el estado de Michoacán; al este con el estado de Jalisco; al oeste con Coquimatlán y al noroeste con Villa de Álvarez. Su cabecera es la ciudad de Colima.

## Descripción
Al llegar a La Ciudad de las Palmeras, como se le conoce a Colima, encuentras un paraíso donde exuberantes paisajes y majestuosos volcanes, son los principales protagonistas. Si a ello le añadimos una riqueza cultural, histórica y la siempre hospitalidad de su gente, entonces nos encontramos ante uno de los estados más interesantes y bellos de México. El nombre del estado y la ciudad de Colima ha sido interpretado erróneamente en distintas ocasiones. Las últimas investigaciones dicen que Colima, viene del náhuatl Acolman, que significa "lugar donde tuerce el agua" o "lugar donde hace recodo el río". El territorio de Colima, del que casi tres cuartas partes de superficie están cubiertas por montañas y colinas, queda comprendido dentro de una derivación de la Sierra Madre del Sur, que se compone de cuatro sistemas montañosos.
|  | artesanía colimense con cabeza trofeo |  | artesanía colimense incensario Tláloc |  |

### Toponimia
Para mayor información del escudo de Colima, ver el artículo: Escudo de Colima
Colima, lugar donde domina el dios viejo o el dios de fuego y que hace referencia al volcán de fuego (ubicado en territorio de Jalisco pero al cual se le conoce como Volcán de Colima por la vista inigualable que brinda a Colima y por el aprecio que los pobladores del estado le tienen). El nombre proviene de la palabra náhuatl con la que se denominaba al antiguo reino de “Colliman”: “Colli” que significa cerro, volcán o abuelo y “Maitl” significa mano o dominio. A pesar de ser una pequeña entidad, Colima encierra en sus límites un sinfín de atractivos que contribuyen a acrecentar la fama de México, entre los que podemos mencionar la catedral, de estilo neoclásico; el Palacio de Gobierno, con los magníficos murales del pintor colimense Jorge Chávez Carrillo, que ilustran temas históricos relativos a la Conquista, la Colonización y la Guerra de Independencia.

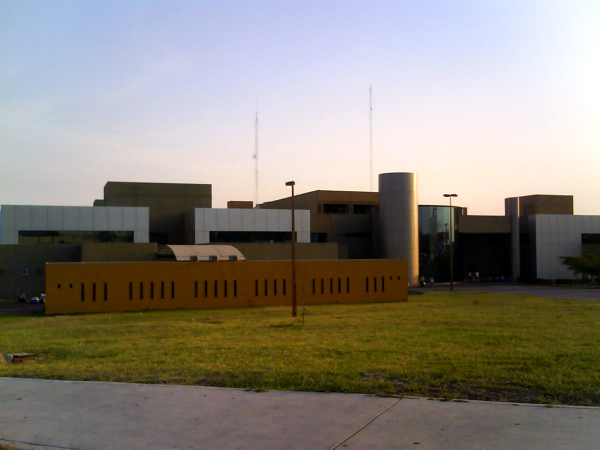
Hospital Universitario

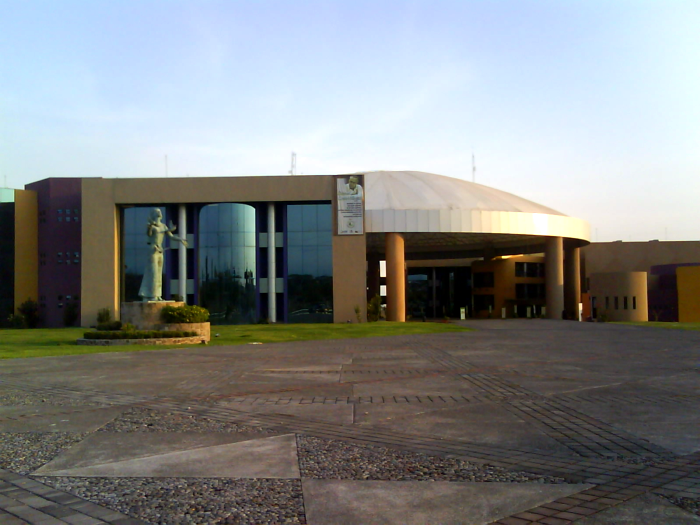
Complejo Administrativo

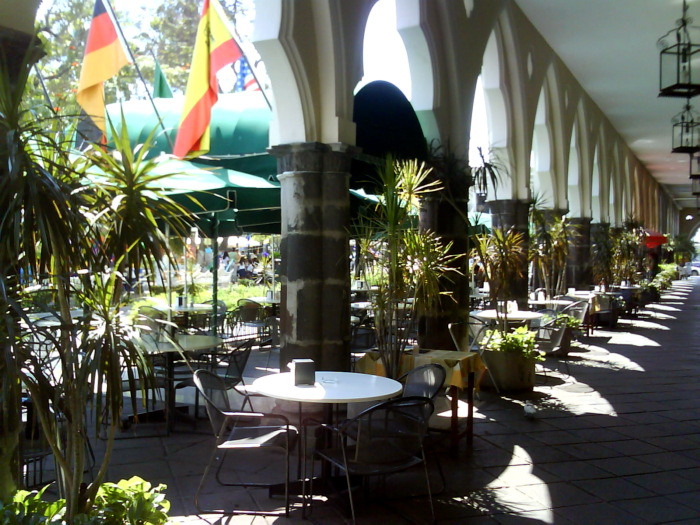
Pasillo Central de Colima

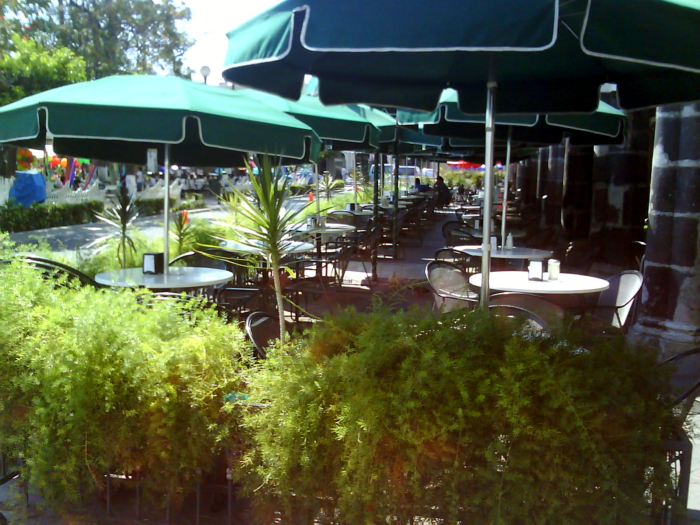
Las Sombrillas del Hotel Ceballos, Colima.

### HISTORIA
Para mayor información del Volcán de Colima, ver el artículo: Historia de Colima
Ubicados en la etapa de la colonia, los pueblos indígenas son organizados en la Villa de Colima, nombrada así por Hernán Cortés. Para el año de 1523, los españoles abandonan esa Villa y se trasladan a Villa de San Sebastián de Colima, hoy conocida como Colima (la capital del estado fundada en 1523), pues ante las inclemencias del calor de Villa de Colima, consideran que Villa de San Sebastián de Colima goza de una mejor ubicación, así como de mejores condiciones climáticas y ambientales, lo que la hace un espacio más generoso para vivir y progresar. Los antecedentes precolombinos del municipio de Colima, según la información ofrecida por el gobierno del estado, son variados y se tienen registros de que este territorio lo habitaron antiguos pueblos indígenas desde –por lo menos– unos 2000 años a. C. y que pueden ser organizados de la siguiente manera;
- Complejo Capacha: Asentamiento de un grupo sedentario dedicado a la agricultura y a la producción de cerámica, cuya vida se realizó entre los 2000 y los 1000 a. C.; localizado a seis kilómetros al norte de donde hoy se halla la cabecera municipal, Colima.
- Complejo Los Ortices: Al que los arqueólogos le asignan un período de entre los 300 años a. C. y los 300 años d. C.; ubicado hacia el sureste de la ciudad capital, en las inmediaciones de donde hoy está el pueblo de Los Ortices. Este asentamiento indígena era más evolucionado que el de La Capacha, ya que no solo elaboraba una cerámica más fina, sino que practicaba la escultura en piedra y le rendía culto a sus muertos sepultándolos en “tumbas de tiro”, muy características de la región.
- Complejo Armería y Colima: Ubicado en el curso de los 600 y 1100 años d. C., en una zona que hoy forma parte del oriente de la ciudad, en lo que hoy es el barrio de El Moralete. Este grupo indígena desarrolló artesanía con características un tanto más primitivas que el anterior. Elaboraron una menor variedad de cerámica y construyeron algunas tumbas de tiro de manufactura más tosca.
- Complejo El Chanal: Comprende el desarrollo del grupo indígena más representativo de la región, que se asentó en la comunidad de El Chanal, del cual toma el nombre. En este lugar, a mediados del siglo XX, se descubrió el cuerpo de una pirámide escalonada; al inicio de la década de los años noventa, se descubrieron plazas, explanadas, templos y hasta un juego de pelota:

evidencias arquitectónicas de un pueblo que había alcanzado un alto grado de evolución. Hacia el tiempo en que llegaron los españoles a Colima, este complejo ya había desaparecido y solo quedaban en el área algunos pueblos indígenas dedicados básicamente a la recolección, la caza y la agricultura –al parecer– sometidos a otra población indígena más poderosa, enclavada en la llanura costera de Tecomán (hoy Tecomán).

### Personajes históricos
| Personaje                              | Año       | Dato histórico |
| -------------------------------------- | --------- | --- |
| Fray Juan de Grijalva                  | 1580-1638 | Colimense y destacado cronista agustino de los siglos XVI y XVII; autor de la "Crónica de la orden de nuestro padre San Agustín en las provincias de la Nueva España".                                       |
| Padre Pascual Francisco Pérez de Ayala | 1740-1767 | Colimense rector del insigne viejo y mayor Colegio de Santa María de Todos los Santos en México (o Nueva España)                                                                                             |
| Ignacio Sandoval                       |           | Capitán colimense. Insurgente que organizó un ejército a favor de la Independencia, mantuvo la insurgencia en Colima hasta su muerte.                                                                        |
| Pedro Regalado y Gama                  |           | Destacado insurgente colimense de 1810, propuso que se otorgara a Morelos el grado de Generalísimo. |
| Manuel Regalado                        |           | Insurgente colimense; combatió hasta su muerte al lado de su tío, murió sin traicionar su causa. |
| Calixto Martínez y Moreno              |           | Originario de Colima, apodado "Cadenas", luchó hasta su muerte por la causa insurgente. Organizó sistemas de guerrillas para combatir a los realistas. |
| José Antonio Díaz                      |           | Presbítero, se convirtió en amigo y confidente del padre Hidalgo durante su estancia en Colima. Fue proveedor del ejército insurgente.                                                                       |
| Anastasio Brizuela                     | 1788-1832 | Juró en Colima la Independencia en 1821, apoyó al municipio para separarse de la intendencia de Guadalajara; derrotó a las fuerzas del Gobernador Quintanar en Zapotlán.                                     |
| Filomeno Mejía                         | 1818-1868 | |
| Miguel Brizuela                        | 1822-1866 | |
| Filomeno Bravo                         | 1839-1878 | |
| Lucio Uribe                            | 1830-1891 | |
| General Manuel Álvarez Zamora          | 1857      | Destacado liberal, primer Gobernador de Colima. Murió sacrificado el 26 de agosto de 1857 en un motín santanista a pocos días de haber asumido el poder.                                                     |
| Rafaela Suárez                         | 1835-1910 | Educadora colimense. Directora del Hospicio Cabañas en Guadalajara y de la Escuela Normal para Señoritas de México de la que fue fundadora.                                                                  |
| Miguel Ahumada                         | 1844-1917 | Gobernador de Chihuahua y de Jalisco. |
| Ramón R. de la Vega                    | 1811-1896 | Vecino de Colima desde muy joven; gobernante progresista, fundador de la Escuela Normal de Colima siendo Gobernador en 1863; después fue Director de Educación.                                              |
| Gregorio Torres Quintero               | 1866-1934 | Notable educador, propulsor de la reforma educativa colimense, creador del método onomatopéyico para la enseñanza de la lecto-escritura.                                                                     |
| Balbino Dávalos                        | 1867-1951 | Colimense culto, rector de la UNAM, diplomático, traductor de Virgilio. |
| Alfonso Michel                         | 1895-1957 | Pintor, destacado colimense; pintó interesantes murales en la Universidad de Guadalajara. Exhibió sus pinturas en México y París. Una sala de exposición de la Casa de la Cultura de Colima lleva su nombre. |
| Jesús González Lugo                    | 1894-1965 | Gobernador de Colima de 1949 a 1955; se considera el impulsor económico del Valle de Tecomán. |
| Miguel de la Madrid Hurtado            | 1934-2012 | Nació en la ciudad de Colima en 1934. Presidente de la República de 1982 a 1988. |

#### Cronología de los presidentes municipales
| Presidente municipal           | Período de gobierno | Partido político                      |
| Melesio Espinoza Larios        | 1948-1951           | PRI                                   |
| Rodolfo Chávez Carrillo        | 1951-1954           | PRI                                   |
| Ricardo Guzmán Nava            | 1955                | PRI                                   |
| J. Roberto Levy Rendón         | 1955                | PRI                                   |
| Jorge Morales Pico             | 1955-1958           | PRI                                   |
| Antonio Ramos Salido           | 1958-1961           | PRI                                   |
| Abel López Llerenas            | 1961-1964           | PRI                                   |
| Alfonso Rosales Santana        | 1964                | PRI                                   |
| Octavio Urzúa Quiroz           | 1964-1967           | PRI                                   |
| Leonel Ramírez García          | 1967-1970           | PRI                                   |
| José Juárez Martínez           | 1970                | PRI                                   |
| Arturo Noriega Pizano          | 1970-1973           | PRI                                   |
| Arnoldo Vogel Carrillo         | 1973                | PRI                                   |
| Eduardo M. Herrera García      | 1973-1976           | PRI                                   |
| Roberto Pizano Saucedo         | 1976-1979           | PRI                                   |
| Carlos Salazar Preciado        | 1979-1982           | PRI                                   |
| Carlos Vázquez Oldenbourg      | 1982-1985           | PRI                                   |
| José Luis Santana Rodríguez    | 1985-1988           | PRI                                   |
| Agustín Martel                 | 1988                | PRI                                   |
| Carlos de la Madrid Virgen     | 1988-1991           | PRI                                   |
| Jaime Morales Fernández        | 1991                | PRI                                   |
| Jesús Orozco Alfaro            | 1991-1994           | PRI                                   |
| Óscar Luis Verduzco            | 1994                | PRI                                   |
| Héctor Arturo Velasco Villa    | 1994-1997           | PRI                                   |
| Carlos Vázquez Oldenbourg      | 1997-2000           | PRD                                   |
| Enrique Michel Ruiz            | 2000-2003           | PAN                                   |
| Leoncio Alfonso Moran Sánchez  | 2003-2006           | PAN                                   |
| Mario Anguiano Moreno          | 2006-2009           | PRI                                   |
| Jorge Terríquez Mayoral        | 2009                |                                       |
| José Ignacio Peralta Sánchez   | 2009-2012           | PRI PNA                               |
| Federico Rangel Lozano         | 2012-2015           | PRI PNA                               |
| Héctor Insúa García            | 2015-2018           | PAN                                   |
| Leoncio Alfonso Morán Sánchez  | 2018-2021           | MC                                    |
| Elia Margarita Moreno González | 2021-2024           | PAN PRI PRD Coalición "Va por Colima" |
| Riult Rivera Gutiérrez         | 2024-               | PAN PRI                               |

### Cronología histórica
Para mayor información del Volcán de Colima, ver el artículo: Historia de Colima
La Villa de Colima fue la octava población (hay quienes insisten que la novena), fundada por los conquistadores en el territorio de la Nueva España. El episodio de la Conquista y las posteriores epidemias de viruela y sarampión que se presentaron en toda la zona meridional de la Nueva España provocaron en Colima la desaparición de miles de pobladores indígenas. Testigo de tan dolorosas circunstancias fue el Lorenzo Lebrón de Quiñones, quien durante cuatro largos años (1551-1554) recorrió como Visitador Real los 200 pueblos que por entonces constituían la vasta provincia de Colima. Durante los prolongados años del Virreinato, la Villa de Colima fue Alcaldía Mayor, cabecera de la provincia del mismo nombre, cuya jurisdicción abarcaba no solo lo que es hoy el territorio estatal, sino grandes extensiones del sur de Jalisco y, prácticamente, toda la costa de Michoacán. Su importancia, sin embargo, comenzó a decaer desde que fue fundada Guadalajara y descubiertas las minas de Guanajuato y Zacatecas. En lo eclesiástico, la Villa de Colima perteneció la mayor parte del tiempo al Obispado de Michoacán, como la más remota de sus parroquias; por cierto, una de estas fue asignada a don Miguel Hidalgo y Costilla, del 10 de marzo al 26 de noviembre de 1792; período que le sirvió cuando, al iniciar el movimiento de la Independencia, encontró en Colima el apoyo de numerosos simpatizantes que se sumaron a su causa. Los primeros en reaccionar favorablemente fueron los indios vinculados al convento de San Francisco de Almoloyan, quienes apenas en octubre de 1810 tramaron una insurrección que les fue frustrada por las autoridades españolas, que habían sido prevenidas de ello.
- No obstante, a menos de dos meses de iniciado el movimiento en el pueblo de Dolores, el 8 de noviembre de 1810, al mando de José Antonio Torres (hijo) y Rafael Arteaga, hizo su entrada a Colima el primer grupo insurgente del que se tenga noticia; grupo que, tras deponer al subdelegado Juan Linares, máxima autoridad de la época, incautó y saqueó las propiedades de los españoles, llevándose a Guadalajara 20 españoles importantes en calidad de prisioneros, de los cuales solo 9 fueron salvados de la muerte, por la intervención de don Francisco Ramírez de Oliva ante el padre Hidalgo.
- Otro de los cabecillas más importantes del movimiento independentista fue el padre-bachiller José Antonio Díaz, quien, siendo ayudante del párroco de San Francisco de Almoloyan, desde un principio se mostró “intransigente en defender a los indios y a lacausa de la Independencia por el cura Hidalgo; dejó sotana, empuñó las armas y arrastró consigo a multitud de Indios de Almoloyan, Comala, Suchitlán y Juluapan”.

### Cronología de hechos históricos
| AÑO  | ACONTECIMIENTOS |
| 1527 | Fundación de la Villa de San Sebastián de la Provincia de Colima el 20 de enero. |
| 1535 | El conquistador Hernán Cortés estuvo en la Villa de Colima el 9 de enero y en presencia de 2 escribanos del Rey de España levantó su Mayorazgo del Valle de Oaxaca, que había sido una de las mercedes reales concedidas por el propio rey. |
| 1550 | El licenciado Lebrón de Quiñones inició su recorrido a los 200 pueblos de la provincia de Colima en octubre 24, terminando en Taximaroa (hoy Ciudad Hidalgo) su relación sumaria de la visita a los pueblos de Colima en 1554.              |
| 1792 | El cura don Miguel Hidalgo y Costilla recibió el curato de Colima el 10 de marzo. |
| 1810 | Entraron los primeros insurgentes a Colima. |
| 1811 | Se lleva a cabo la batalla entre insurgentes y realistas en el Llano de Santa Juana, el 12 de julio. El día 16 la Villa de Colima es tomada por los insurgentes Ignacio Sandoval y el "Lego" Gallaga.                                       |
| 1857 | Tomó posesión el general Manuel Álvarez como primer Gobernador del Estado. |
| 1858 | Llegó el presidente Benito Juárez a Colima después de haber estado a punto de morir en Guadalajara. |
| 1867 | El general Ramón Corona tomó la ciudad de Colima, restableciendo el gobierno de la República el 31 de enero. |
| 1889 | Inauguración del ferrocarril Manzanillo-Colima el 10 de septiembre. |
| 1911 | Entraron las primeras fuerzas maderistas a Colima el 18 de mayo; al frente su comandante Eugenio Aviña, el cual designó como Gobernador Provisional al licenciado Miguel García Topete.                                                     |
| 1949 | Tomó posesión como Gobernador del Estado el General de división Jesús González Lugo el l° de noviembre, a quien se considera el impulsor del desarrollo económico del Valle de Tecomán.                                                     |
| 1982 | Tomó posesión como Presidente Constitucional de los Estados Unidos Mexicanos el colimense licenciado Miguel de la Madrid Hurtado. |

### Orografía e hidrografía
Aproximadamente el 50% del municipio es accidentado, principalmente al sur y sureste, donde existe el área cerril más importante. Forma parte de dos subprovincias llamadas Volcanes de Colima y Cordillera Costera del sur. La subprovincia Volcanes de Colima abarca la mayor superficie del Valle de Colima, desde la porción norte y noroeste hasta la meseta del Cerro de los Gallos. La masa de rocas que forman la provincia de la Sierra Madre del Sur ocupa la mayoría del territorio municipal por lo que se llama subprovincia de la Cordillera Costera del Sur. Esta ocupa la porción montañosa del sur de nuestro país, tiene mucha relación con la llamada placa de cocos la cual es una gran placa móvil que emerge del fondo del Océano Pacífico, presiona al oeste y sureste de las costas, originando una fuerte sismicidad que se registra en esta zona, desde el sur de Jalisco hasta Oaxaca y Chiapas.
Cuenta con los cerros de Los Mezcales, los Gallos, El Alcomún, Rincón de Galindo, Pistola Grande, Piscila, El Agostadero, La Salvia, Cerro Pelón, Piedra Ancha, Higuera Panda, Amarradero, La Yerbabuena, Peña Blanca, La Cebadilla, Tinajas, El Salto, Los Volcancillos, La Palmera, El Camichín, El Achoque, La Siempreviva, El Borrego y Copala. El municipio cuenta con varios ríos. Los más importantes son: El Colima, Salado y Naranjo o Coahuayana. De escaso caudal son los arroyos de El Zarco, El Astillero Salitrillos, Cardona, Colomitos y El Chico; y solo llevan agua en periodo de lluvia: El Manrique, La Estancia, La Cañada, Tepames, Tinajas.

### Clima y características de suelo
Cálido subhúmedo con lluvias en verano en la mayor parte del municipio; la temperatura media anual es de 24 a 26 °C y la lluvia anual de 800 a 1,000 mm. En la parte norte del municipio que colinda con el de Cuauhtémoc, la temperatura mejora en unos dos grados aproximadamente de 22 °C a 24 °C, lluvia media anual de 1,000 a 1,300 mm. En los poblados Estampilla y Las Tunas, el clima es semiseco y muy cálido con temperatura de 26 a 28 °C y precipitación anual de 600 a 700 mm.
Ofrece diversas características físicas que impiden o limitan el uso agrícola de la superficie o utilización de maquinaria agrícola. La fase pedregosa o lítica se refiere a la existencia de piedras mayores de 7.5 centímetros de diámetro y la segunda consiste en la presencia de rocas al menos de 50 centímetros de la superficie que limitan la profundidad de la capa agrícola. Existen también suelos arcillosos que presentan las características pedregosa o lítica, y el litoral o suelo de piedra que tiene una profundidad de 10 centímetros. En varios lugares del municipio hay también terrenos suaves y ricos en materia orgánica, con capa superficial oscura (feasen háplico), los cuales son aptos para el uso de maquinaria agrícola. La agricultura de riego más importante se encuentra en la parte oeste del municipio, en la meseta de Los Asmoles, Las Golondrinas y Los Ortices, que forman la última depresión escalonada del Valle de Colima y recibe los beneficios del Canal de Colima procedente de la presa derivadora "Peñitas”, que recibe el caudal del la presa Basilio Vadillo. En el municipio 70,000 hectáreas se destinan a usos agrícolas, los cuales equivalen al 10.25% del área municipal.

### Gastronomía
Entre los platillos colimenses más gustados y representativos del estado están los sopitos -pequeñas tostadas cubiertas con picadillo y bañadas en "jugo"-; los sopes gordos, de pata, lomo o pollo; y las tostadas de las mismas carnes y preparadas sobre tortillas raspadas y doradas. El pozole de cerdo es la merienda tradicional, con la característica de ser seco. Otros guisos típicos son el tatemado -carne de cerdo macerada en vinagre de coco y guisada en chile colorado-, la pepena -vísceras guisadas-; y la coachala -maíz martajado y cocido con pollo deshebrado-. Las variedades locales del tamal son pata de mula -de frijol, envueltos en "hoja" de maíz, no en totomoxtle-; los de carne y los de elote tierno. Comala se distingue por la producción de productos lácteos, como quesillo ranchero, panela y crema; también, junto con Villa de Álvarez, por su pan dulce, del que destacan los bonetes o picón de huevo.
- Durante la temporada de lluvias es posible disfrutar los chacales, o langostinos de río, preparados en caldo. Igualmente en ese tiempo, en la costa, los moyos -variedad del cangrejo moro-, guisado a la diabla. Existen criaderos de langostinos que aseguran el abasto permanente de esta delicia culinaria, disfrutable en caldos, a la mantequilla, al ajo o simplemente cocidos. Diferente a la forma que tiene de preparase en los estados vecinos, el cebiche de Colima se hace desmenuzando finamente el pescado y mezclándole zanahoria, además de los ingredientes comunes a este platillo. El pescado a la talla es una especialidad muy apreciada; éste se prepara con un pescado entero, abierto y cubierto con verdura picada, luego envuelto en hoja de plátano y asado a las brazas.
- Tres son las bebidas refrescantes típicas de Colima: tejuino, tuba y bate. El tejuino se prepara con un atole de maíz martajado y panocha y se sirve con abundante hielo, sal y limón. La tuba, de origen filipino, es la savia del cocotero, que se extrae cortando el cogollo de lo que formaría el racimo de cocos. Esta puede tornarse natural, almendrada o compuesta con fruta picada y cacahuates. El bate se hace con chan -una semilla de la familia de la chía-, y se sirve con miel de panocha. La única bebida alcohólica fabricada actualmente en Colima es el ponche de Comala, que lo hay de granada -el más tradicional-, ciruela pasa, cacahuate, guayabilla y tamarindo. En su preparación se utiliza mezcal producido en la región del volcán, localmente llamado tuxca. Con el coco se produce una gran variedad de dulces típicos, como el alfajor y distintos tipos de cocadas. También se fabrican dulces de tamarindo, alfajores de piña, rollos de guayaba, borrachitos de leche con canela y plátanos deshidratados.

### Cultura
A su alrededor, pintorescas casas adornan las calles y numerosas palmeras cocoteras se mecen al compás del dulce viento con olor a sal. Uno de los grandes placeres de los colimenses es la cocina. Debido a lo cual numerosos platillos típicos adornan sus mesas, preparados principalmente a base de maíz, frutas, carne de cerdo, pescados y mariscos. Diversas variedades de tamales de maíz, sopitos cubiertos de picadillo, de pata, de lomo o de pollo; langostinos de río preparados en caldo moyos o cangrejo moro guisado a la diabla, pozole de cerdo y el tatemado de carne de cerdo deleitan los paladares de locales y visitantes. Además, se distingue por su originalidad el cebiche colimense y el pescado a la talla. También, los dulces postres de frutas como alfajor de piña, cocada, rollos de guayaba, plátanos deshidratados y dulces de tamarindo destacan por su rico sabor. Para refrescarse basta con buscar un “tubero”, personaje típicamente colimense que no duda en trepar por una palmera para bajar con lo que será el néctar que sofocará cualquier calor, la tuba.
Y es que, aunque originario de Filipinas, en México el tubero es colimense. Profesión transmitida de generación en generación, el tubero obtiene la espiga de flores de la palma de coco para preparar una refrescante y deliciosa bebida que junto con el tejuino y el bate forman parte de la tradición colimense de bebidas naturales. El “mariachi de arpa”, que sustituye a la tradicional trompeta por un arpa, es la expresión musical típica de los colimenses. Al compás de los sones y jarabes más tradicionales alegres danzantes y devotos festejan alguna de las muchas fiestas patronales católicas de cada comunidad. Los sones más representativos del estado son El Camino Real de Colima, Las Comaltecas, El Perico Loro, El Palmero, El Pasacalles, La Iguana de Tecomán, El Pedregal, El Pitayero, Colima Linda y Los Morismas. Los tejidos de otate, de carrizo y del zopilotote construyen hermosas artesanías de gran valor artístico. Los artesanos de Suchitlán producen todo tipo de canastas y cestos que han dado a la región fama internacional.

### Vías de comunicación
En cuanto a las vías de comunicación existen carreteras pavimentadas del municipio de Colima hacia los otros municipios del estado; una autopista de cuatro carriles Manzanillo-Colima-Guadalajara; carretera número 110 Colima-Jiquilpan-Michoacán, así como caminos de terracería a todas las localidades del municipio. Además de los ya mencionados servicios de rutas, radiotaxis, camionetas y taxis, los cuales circulan al interior del municipio y que transportan a los habitantes del municipio alrededor de las colonias que lo integran. Además del ferrocarril Guadalajara-Colima-Manzanillo, existen dos centrales de autobuses (camioneras): la de autobuses interestatales “Miguel de la Madrid Hurtado” (hacia otros estados del país, con líneas de autobuses de lujo, primera y segunda) y una suburbana “El Manchón” –conocida como “de los rojos”– (para localidades del interior del estado, con servicios de transporte para poblaciones de otros municipios).
Además de estos servicios de comunicación para pasajeros, se cuenta con varias líneas de transportación urbana, quienes trasladan a la población a todas las colonias del municipio, en conexión con la zona conurbada de Villa de Álvarez; el servicio de estos camiones y microbuses de servicio colectivo se ofrece desde las 6:00 a. m. hasta las 20:00 horas.
- Llamadas locales a teléfonos celulares
044 + 312 + 7 dígitos del número local municipio(s) Colima y Villa de Álvarez
044 + 313 + 7 dígitos del número local municipio(s) Armería y Tecóman
044 + 314 + 7 dígitos del número local municipio(s) Manzanillo
- Llamadas de larga distancia nacionales
01 + 312 + 7 dígitos del número local municipio(s) Colima y Villa de Álvarez
01 + 313 + 7 dígitos del número local municipio(s) Armería y Tecóman
01 + 314 + 7 dígitos del número local municipio(s) Manzanillo
- Llamadas de larga distancia desde el extranjero, hacia teléfonos fijos o celulares
00 + 52 + 1 + 312 + 7 dígitos del número local o celular municipio(s) Colima y Villa de Álvarez
00 + 52 + 1 + 313 + 7 dígitos del número local o celular municipio(s) Armería y Tecóman
00 + 52 + 1 + 314 + 7 dígitos del número local o celular municipio(s) Manzanillo

## Atractivos naturales y culturales
Se aprecia en los jóvenes un interés hacia lo nuevo que se va presentando en el municipio, pues a pesar de ser la capital del estado, debemos recordar que sigue siendo un municipio de provincia, en el cual los jóvenes atienden a las disposiciones y demandas que, en ocasiones, surgen desde el exterior, quizás influidos por las actitudes y experiencias de los visitantes y turistas que llegan al municipio;

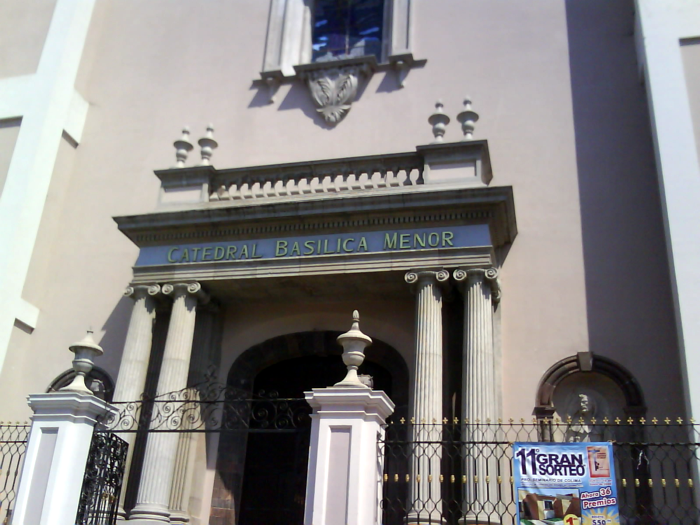
Catedral de Colima.

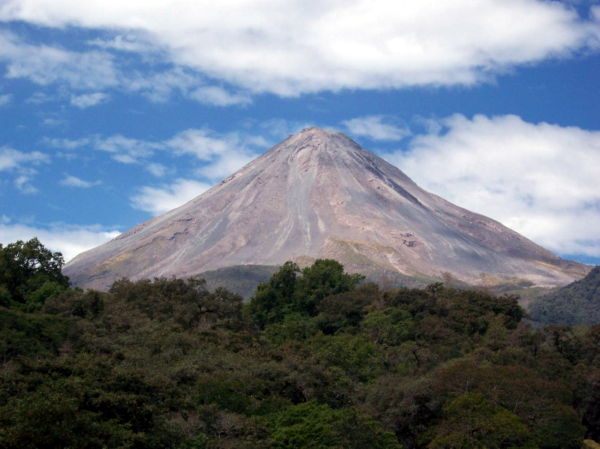
Volcán de Colima.

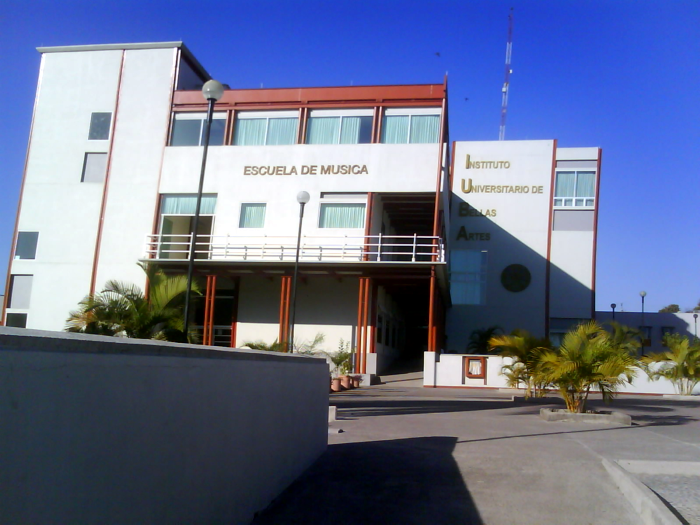
Escuela de Música.

### Palacio de Gobierno
Fue construido en el siglo XIX por el gran maestro de obras Don Lucio Uribe, bajo iniciativa del exgobernador General Doroteo López y para iniciar su construcción fue necesario demoler la antigua cárcel. Los temblores de 1932,1941 y 2003 afectaron esta zona en gran parte, por lo que fue necesario restaurarlo integralmente. La fachada del edificio es de estilo neoclásico con marcada tendencia francesa, la construcción consta de dos niveles separados por un entablamiento. El primer nivel presenta un acceso de medio punto y pórtico de columnas dóricas sobre basamentos cuadrangulares. El segundo nivel, presenta al centro un balcón principal con columnas corintias; el remate del balcón es en forma de frontón roto, con ventanas de arcos rebajados y barandales de herrería. El edificio presenta al centro un remate cuadrangular con un reloj traído de Alemania que data de 1841.
- En el interior del edificio, en el cubo de la escalera principal, se pueden admirar los murales realizados por el pintor colimense Jorge Chávez Carrillo en 1953, en honor a Don Miguel Hidalgo y Costilla, con motivo del bicentenario de su natalicio, en dichos murales se puede apreciar la representación de los personajes y acontecimientos más importantes en la historia de México.
- En el primer muro se observa al león de Castilla precipitándose sobre el águila Mexicana, esta es la representación simbólica de la Conquista Española y está complementada con varias escenas de la época colonial. En el segundo muro aparece representado el primer hecho de armas del Movimiento Libertador: el asalto a la Alhóndiga de Granaditas, con las clásicas escenas de Allende dirigiendo a caballo el combate y el Pípila quemando el portón; en este muro aparecen además la Libertad con su gran antorcha y Carlos IV, inexpresivo frente a una mano que recupera la América esclavizada. En el tercer muro, Hidalgo sostiene las cadenas rotas de la esclavitud y señala el rumbo a la Patria; aparecen también representados los principales héroes del Movimiento Libertador; Morelos, Rayón, Galeana, Mina, Guerrero, Matamoros, Abasolo y Guadalupe Victoria. En el cuarto muro, la Patria nueva y vigorosa, domina con el puño la producción y señala el rumbo de la industrialización; aparecen representados igualmente los principales hombres que han forjado la Patria.

### Catedral de Colima
La Catedral de Colima ha sido designada el 12 de octubre de 1998 por el Papa Juan Pablo II, como Basílica Menor, ya que es la primera consagrada a la Virgen de Guadalupe en América Latina. Data de 1525, fue inicialmente de madera y palma, misma que fue convertida en Catedral hasta el año de 1894, fecha en que fue reconstruida totalmente por el alarife Don Lucio Uribe. La fachada es una sola nave con torres a los lados, presenta un acceso con arco jónico construido por pares de columnas estriadas, capitel adornado con volutas y un entablamento con dentículos y sobre la cornisa una balaustrada flanqueada por dos remates en forma de jarrón. Sobre el acceso hay una ventana coral de arco rebajado con flores que descansa sobre pilastras con relieves. Las torres son de un cuerpo y el campanario presenta arcos de medio punto flanqueados por partes de pilastras de fuste estriado. En la parte superior, separado por el establecimiento, hay un pequeño tambor de gajos rematado por una cruz de cantera. En el interior del templo, predomina la decoración de estilo neoclásico, sobresaliendo las tallas de madera de cedro ejecutadas por los ebanistas Manuel Cedeño y Andrés González; el púlpito es obra del renombrado tallista Don Othón Bustos; sobresale también la antigua escultura de San Felipe de Jesús, Patrono de la ciudad desde 1668. En su exterior presenta un atrio de pilastras cuadradas con remates de jarrón unidos con herrería colonial, predominando sus torres gemelas y su gran cúpula, actualmente son las más altas

### Universidad de Colima
Para mayor información de la Universidad de Colima, ver el artículo: Universidad de Colima
En la Universidad de Colima, las Facultades de Derecho y Contabilidad, fueron las primeras de la etapa inicial de su autonomía y con ellas además, se inicia el despliegue universitario, dándole con ello a los estudiantes del Estado la oportunidad de realizarse como profesionales de las leyes, aunado a que la carrera de Derecho ofrece cada día mayores oportunidades de trabajo tanto dentro de la Procuración de Justicia como de la carrera judicial. Es importante resaltar también que la Escuela de Derecho no solamente es la más antigua sino que también hasta hoy es la más prestigiosa de todas porque de ella han egresado abogados y abogadas que han puesto en alto a nuestro entidad federativa. La Universidad de Colima nace como Universidad Popular de Colima el 16 de septiembre de 1940, con un proyecto inspirado en el espíritu revolucionario. El 25 de agosto de 1962 le es otorgada la autonomía y se separa del sistema educativo estatal, estableciendo carreras universitarias fuertes en las áreas administrativa y agropecuaria, e iniciando una ardua labor para la obtención de recursos suficientes para su crecimiento.

### Volcán de Colima
Para mayor información del Volcán de Colima, ver el artículo: Volcán de Colima
El volcán Colima o volcán de Fuego se eleva a 3.860 m s. n. m. Este volcán lo comparten los estados de Jalisco y Colima, en México. Los municipios afectados por la actividad del volcán son Comala y Cuauhtémoc, en Colima, y Tuxpan, Zapotitlán y Tonila en Jalisco. El tipo de volcán es un estratovolcán; sus erupciones se han considerado explosivas. A lo largo de 500 años el volcán ha tenido más de 40 explosiones desde 1576, de las cuales destacan las de 1585, 1606, 1622, 1690, 1818, 1890, 1903, la más violenta la de 1913 y las más recientes de febrero de 1999 y la del 6 de junio de 2005 a las 11.00 (hora local), se produjo una columna eruptiva que alcanzó 4 km sobre el volcán, arrojando cenizas de roca y piroclasticos. Ambos eventos son los de mayor energía liberada después del evento del 13 de enero de 1913, que cerro el cuarto ciclo de actividad. El volcán es vecino del Nevado de Colima punto más alto del sector occidental de la Faja Volcánica Mexicana. Un antiguo macizo volcánico ubicado en el estado de Jalisco, en el occidente de la República Mexicana; en las inmediaciones entre los estados de Jalisco y Colima.

### Teatro Hidalgo
En marzo de 1871, se inició la construcción del Teatro Hidalgo, por el alarife Don Lucio Uribe, en el predio donde estuvo la casa que habitó Don Miguel Hidalgo y Costilla en 1792. Este Teatro propició el auge teatral en la ciudad durante 6 décadas y en él se presentaron las principales compañías teatrales del país. El edificio presenta una fachada sobria de un nivel con tres accesos de dobles arcos de medio punto sobre pilastras dóricas en el friso. La decoración del teatro la realizó el pintor Frank Renoult; el Teatro Hidalgo es un espacio de reducidas dimensiones que provocan un ambiente de agradable intimidad en el interior. Su partido arquitectónico se desarrolla sobre un rectángulo con un marcado eje de simetría, está dispuesto por un vestíbulo general que conduce al patio o luneta y por medio de dos escaleras laterales se comunica a la zona de palcos y al anfiteatro, estos espacios se ubican en los cuatro niveles en la clásica forma de herradura. Tiene una capacidad para 650 localidades.

### I.U.B.A.
El Instituto Universitario de Bellas Artes surge como tal el 19 de septiembre de 1981, cuando oficialmente fue inaugurado por la Gobernadora Constitucional del Estado Lic. Griselda Álvarez, siendo Rector de la Universidad de Colima el Lic. Humberto Silva Ochoa. Las áreas artísticas con las que inició ya como Instituto (I.U.B.A.) fueron Artes Plásticas, Música, Danza a nivel técnico, así como Talleres Infantiles. El objetivo principal a partir del cual el Instituto inició sus actividades fue el de sistematiza a través de la enseñanza, investigación y difusión de los productos culturales, conforme a los valores universales, la filosofía del Pueblo Mexicano y las condiciones existentes en el ámbito laboral. Desde 1981 a la fecha, la estructura curricular del Instituto ha venido cambiando y adecuándose obedeciendo a necesidades de orden económico y administrativo, soslayando en algunos casos el aspecto técnico-metodológico de los procesos curriculares. El Instituto Universitario de Bellas Artes como parte de la Universidad de Colima, ha tenido un desarrollo notable en todos los aspectos, destacando lo académico, en la formación de cuadros profesionales a nivel técnico en el campo artístico. La Universidad a través de la participación de académicos y egresados de todas las instancias, escuelas y facultades, ha logrado trascender en los ámbitos culturales e internacionales en los diferentes sectores sociales y campos de la ciencia.

### Atractivos turísticos
- Zonas Arqueológicas: La Campana, El Chanal, Antiguo Convento de San Francisco de Almoloyán.
- Estatuas: Al Rey Colimán, al cura Hidalgo, grupo escultórico maestro Gregorio Torres Quintero; al maestro; a José María Morelos y Pavón; a José Pimentel Llerenas; a los reformadores: Melchor Ocampo, Guillermo Prieto, Santos Degollado, León Guzmán y Manuel Ruiz. Estatua a la Independencia, el Jardín del Recuerdo y la Estatua a la Madre.
- Bustos: A Benito Juárez, a Francisco I. Madero, a Jorge Chávez Carrillo, a Jesús García Corona el "Héroe de Nacozari” y a Emiliano Zapata.

Bustos realzados en metal: Salón de actos de la Universidad de Colima, obelisco con la efigie de Benito Juárez.
- Edificios antiguos: Palacio de Gobierno, Los Portales, el edificio que ocupa la presidencia municipal así como la tesorería municipal, teatro Hidalgo, palacio federal, la casa donde se alojó el presidente Benito Juárez, la casa en que habitó el Padre Hidalgo.
- Templos: La Catedral, El Beaterio, La Merced, La Salud, Santuario Guadalupano, María Auxiliadora
- Museos: Museo Regional de las Culturas de Occidente, Museo Universitario de Artes Populares María Teresa Pomar y Museo Regional de Historia.
- Danzas: En festividades religiosas, se organizan y presentan grupos de danzantes bien dirigidos por maestros especializados.
- Tradiciones: Algunas gentes se visten con atavíos regionales durante las fiestas guadalupanas y los días 12 de cada mes, hay danzantes que bailan frente a Catedral. El Día de Muertos se llevan flores y coronas de papel a las sepulturas de familiares fallecidos; los martes de cada semana, hay romería en el Rancho de Villa para venerar al Señor de la Expiración.
- Leyendas: La Piedra Lisa según la cual aquellas personas que no sean colimenses y que se resbalen sobre ella se quedan definitivamente en Colima.
- Música Tradicional: Folclórica de mariachi que toca música regional como: Camino Real de Colima, "El Palmero", "Las Olas de Cuyutlán", "La Negra", entre otros.
- Artesanías: Reproducción de cerámica precolombina tallado en estopa de coco, tallado de madera, deshidratación de flores, trabajos en metal repujado, trabajos decorativos con hoja de maíz.
- Fiestas populares
  - 1.- El día 1 de noviembre de cada año se celebra la feria de Todos Santos, festividad de origen religioso.
  - 2.- Del 29 de diciembre al 6 de enero de cada año, se celebran las fiestas de Rancho de Villa en honor del Señor de la Expiración.
  - 3.- El día 2 de febrero se lleva a cabo una fiesta popular en honor a la Virgen de la Salud.
  - 4.- Las fiestas en honor a la Virgen de Guadalupe, se llevan a cabo en la catedral de Colima del 3 al 12 de diciembre de cada año.
  - 5.- El 5 de febrero de cada año, se celebran fiestas en honor a San Felipe de Jesús, quien es el Santo Patrono.
  - 6.- El día 24 de mayo de cada año se celebra a la Virgen de María Auxiliadora, con verbenas populares y fiestas.
  - 7.- Las fiestas en honor a San José, se llevan a cabo el día 19 de marzo de cada año.
  - 8.- A nuestra Señora del Refugio se le celebran fiestas en su honor, el día 4 de julio de cada año.
  - 9.- El día 24 de septiembre se llevan a cabo las fiestas en honor a Nuestra Señora de la Merced.
  - 10.- A San Miguel se le celebra el día 29 de septiembre de cada año en Tepames, Colima.

## Demografía
El municipio de Colima cuenta con una población de 157,048 habitantes según el Censo de Población y Vivienda de 2020 de los cuales 76,155 son hombres y 80,893 son mujeres.

### Localidades
En el censo de 2020 el municipio de Colima contaba con 171 localidades.
| Código INEGI      | Localidad         | Población (2020) |
| ----------------- | ----------------- | ---------------- |
| 060020001         | Colima            | 146 965          |
| 060020109         | Los Tepames       | 1 586            |
| 060020098         | Piscila           | 1 307            |
| 060020071         | El Chanal         | 1 011            |
| Otras localidades | Otras localidades | 6 179            |
| Total municipal   | Total municipal   | 157 048          |